# Суроватиха (посёлок станции)
Сурова́тиха — посёлок станции в Дальнеконстантиновском районе Нижегородской области, административный центр Суроватихинского сельсовета.

## География
Посёлок расположен в 15 км к юго-западу от райцентра Дальнее Константиново, у истоков реки Печеть (правый приток Волги), высота над уровнем моря 146 м. Ближайшие населённые пункты: примыкающее с северо-запада село Муравьиха, посёлок Застенный в полукилометре южнее, Новые Березники в 600 м восточнее и Кажлейка в 1,5 км на север.
В посёлке расположена железнодорожная станция Суроватиха Горьковской железной дороги.

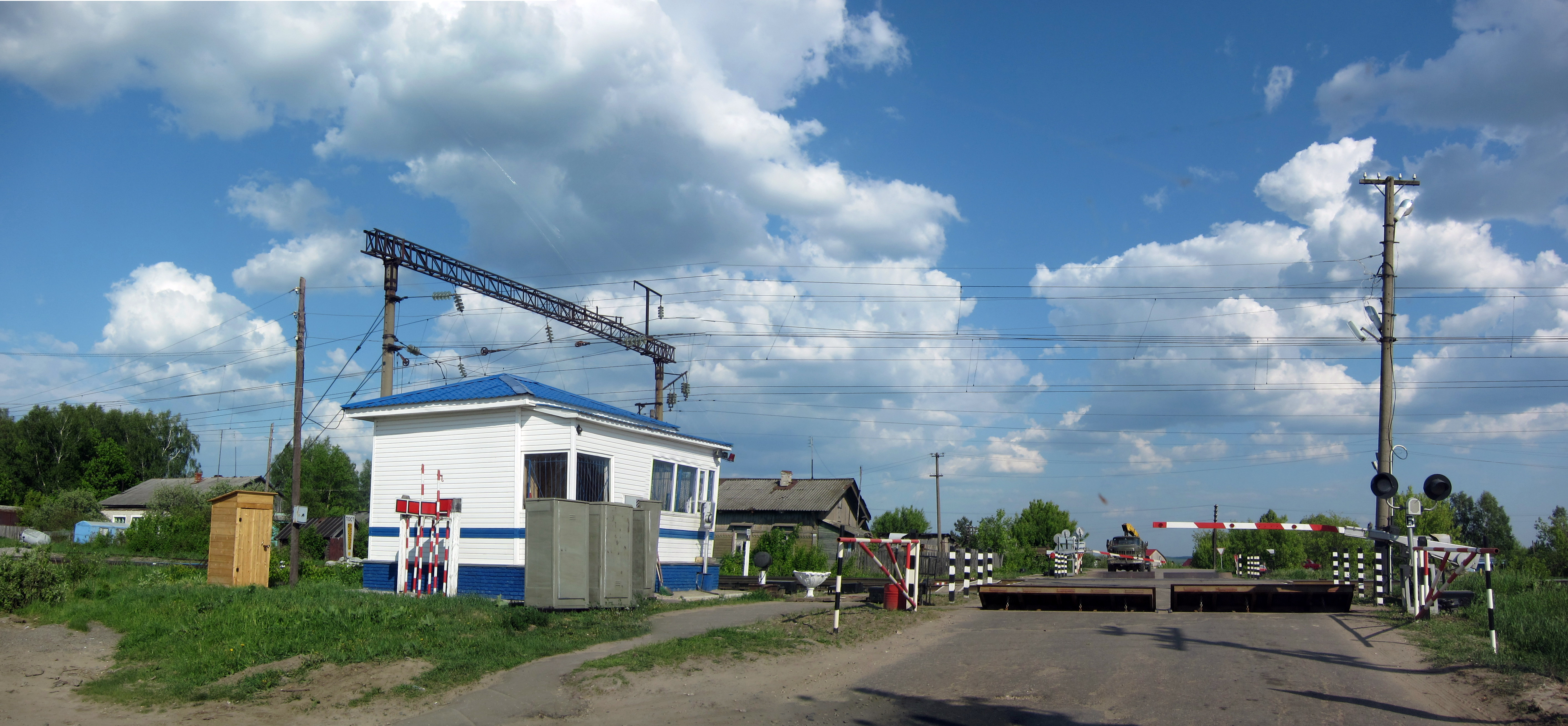
Железнодорожный переезд

## Население
| 2002 | 2010  | 2021  |
| ---- | ----- | ----- |
| 4724 | ↘4231 | ↘3569 |

## История
Возник посёлок, в составе Терюшевской волости Нижегородской губернии, одновременно со строительством станции в 1901 году. С 20 июня 1921 года по 20 июня 1929 года входил в Дальнеконстантиновскую волость, с 1929 года посёлок вошёл в состав новообразованного Дальнеконстантиновского района.

## Инфраструктура
В посёлке имеется отделение почты, отделение Сбербанка, ООО «Суроватихинский лесопромышленный комплекс», ООО ПО "Волга" - производитель соединительных деталей, блоков трубопровода и промышленных металлоконструкций.